# Hagen (Sundern)

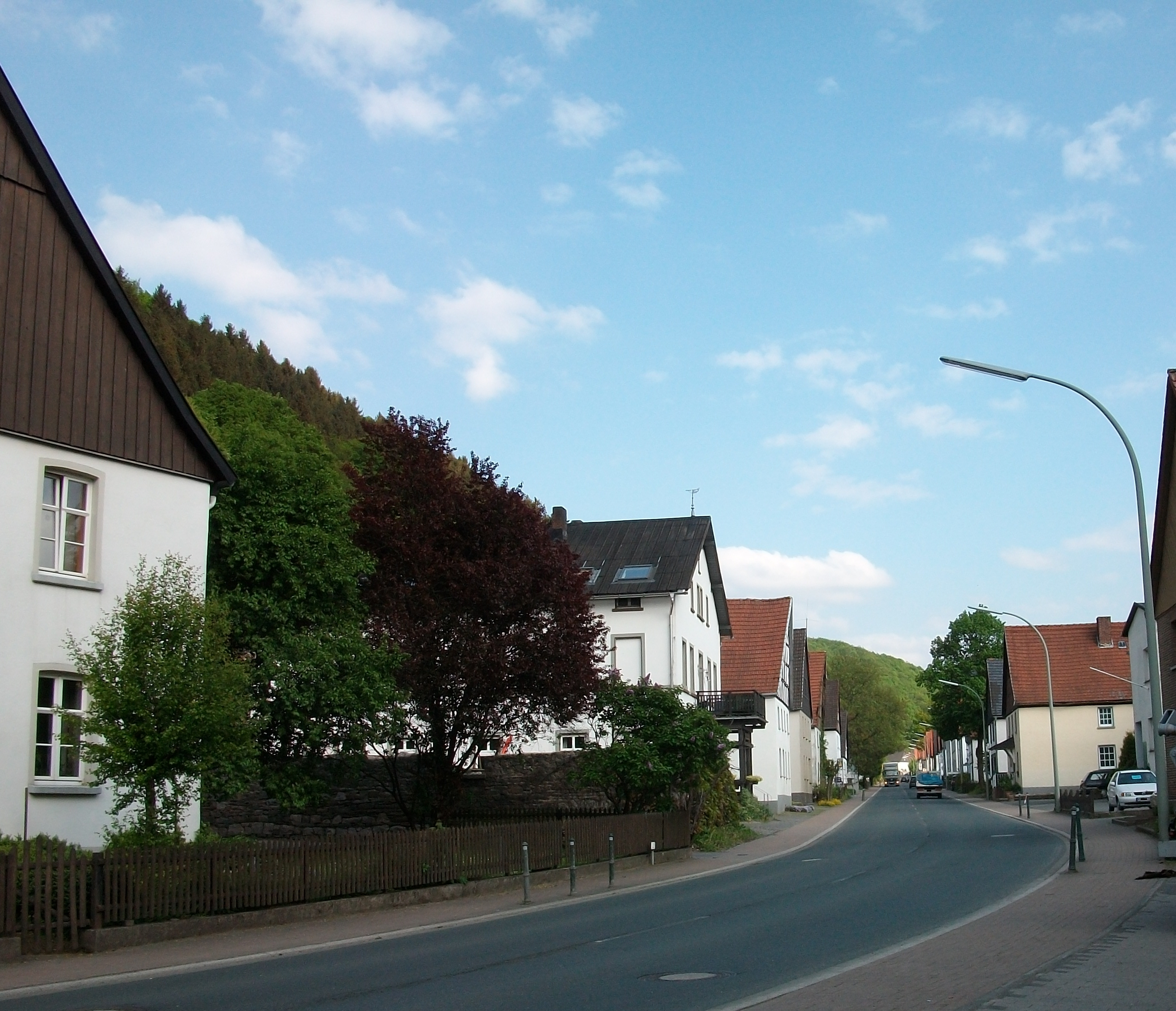
Sundern-Hagen

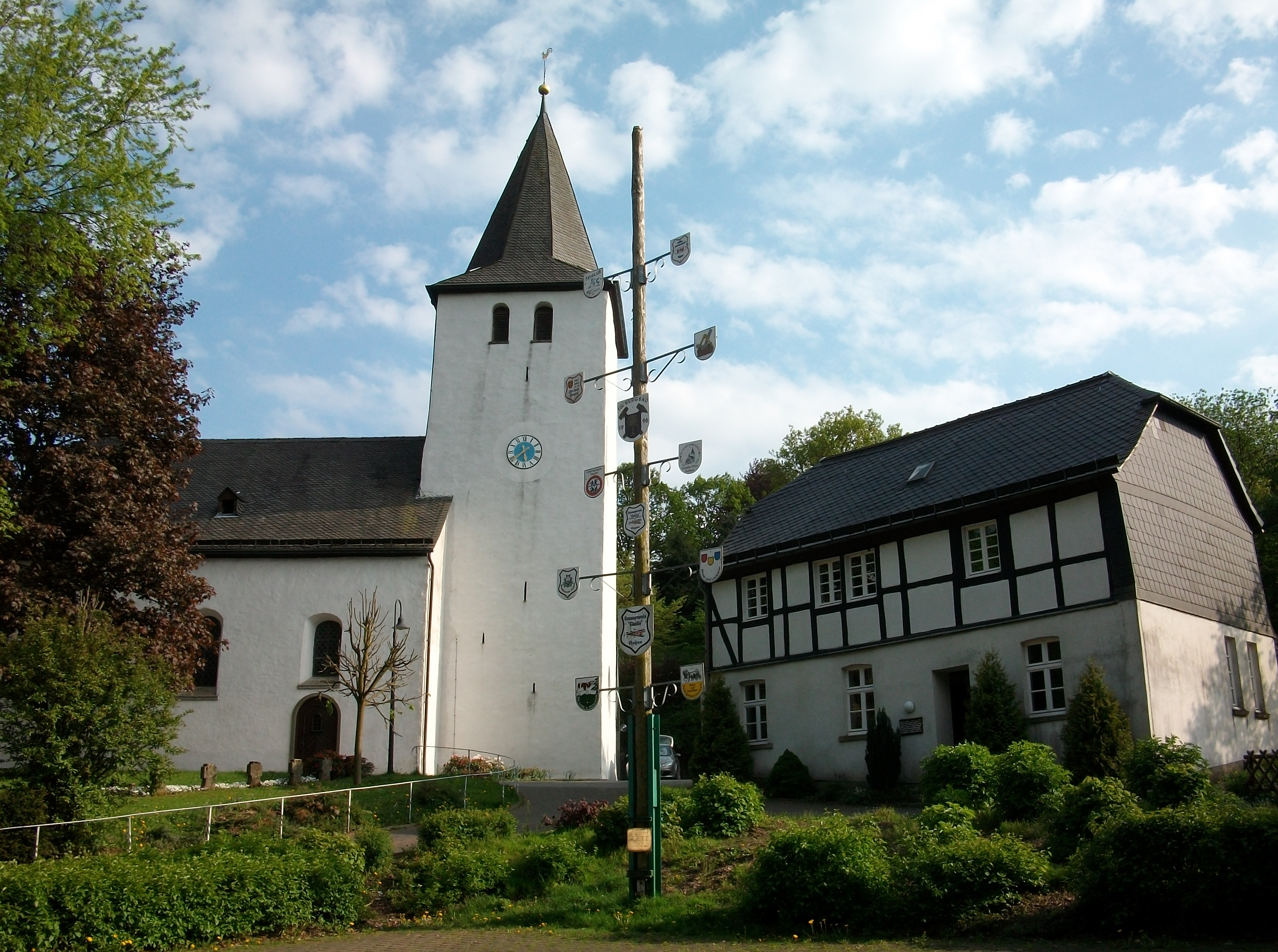
Alte Kirche und alte Schule

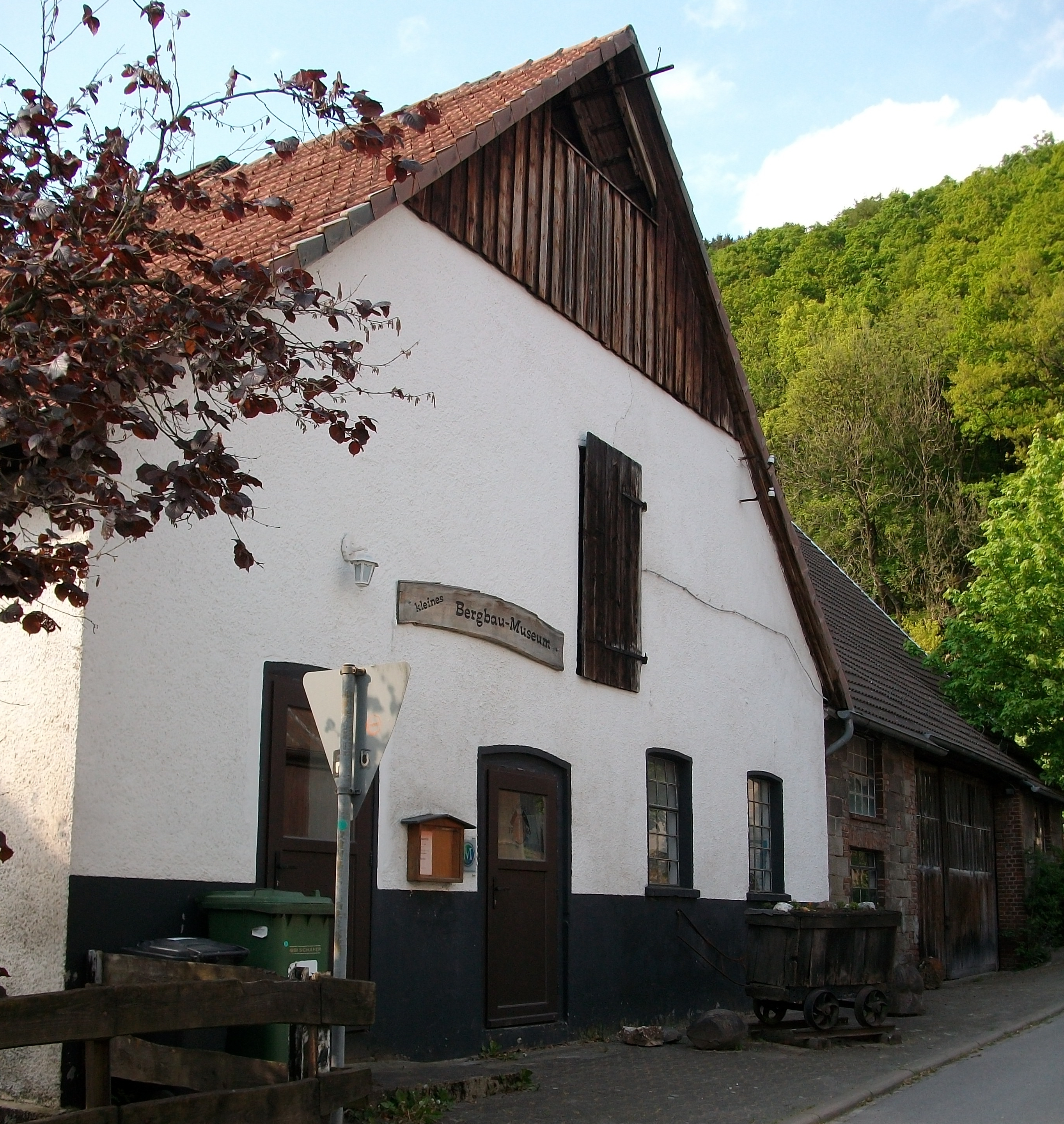
Bergbau-Museum

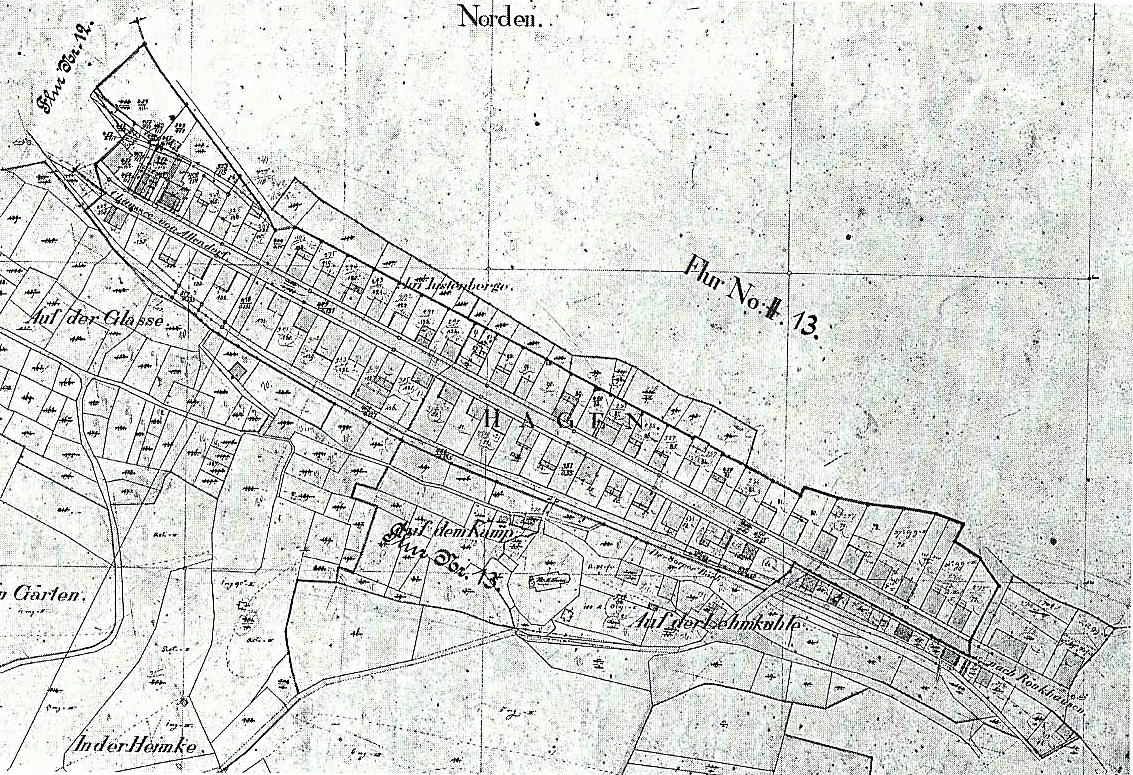
Parzellar-Plan von 1829

Hagen ist ein Ortsteil der Stadt Sundern (Sauerland) im Hochsauerlandkreis, Nordrhein-Westfalen mit ca. 920 Einwohnern.

## Lage und Beschreibung
Der Ort liegt ca. 10 km vom Stadtzentrum Sundern entfernt. Bemerkenswert ist die für das Sauerland unübliche Anlage als Straßendorf.

## Geschichte
1296 wurde der Ort das erste Mal als Freiheit urkundlich erwähnt. Graf Ludwig von Arnsberg hat den Ort nach dem Vorbild von Eversberg mit Lippstädter Stadtrecht ausgestattet. Nach Angaben von Caspar Christian Vogt von Elspe hieß der Ort früher Stiegenhagen. Das unbefestigte Hagen war eine der ersten Freiheiten in Westfalen. Es handelte sich um eine gerade Einstraßenanlage. Die vila nova war eine planmäßige Neuansiedlung auf gerodeten Gebiet. Im Jahr 1310 wurde erstmals die St. Nikolauskirche genannt. Diese war allerdings abhängig von der Gemeinde in Stockum.
Im Mittelalter und in der frühen Neuzeit wurde in und um Hagen Eisenerzbergbau betrieben. Von Bedeutung war zeitweilig insbesondere die Kupfergrube Justenberg. Im 16. Jahrhundert wurden 60 Hausstätten gezählt. Nach zwei Bränden in den Jahren 1817 und 1845 wurde der Ort als Straßendorf wieder aufgebaut. Die Häuser besaßen überwiegend ein massives Untergeschoss und ein Obergeschoss aus Fachwerk. Bei diesen giebelständigen Ackerbürgerhäusern befindet sich der Wohnteil an der Straßenseite und der Wirtschaftsteil rückseitig. Wegen seiner im späten 19. und im 20. Jahrhundert fast ausschließlich agrarischen Struktur wird der Ort auch als Kuhschisshagen bezeichnet.
Am 1. Januar 1975 wurde Hagen aufgrund § 6 Sauerland/Paderborn-Gesetz nach Sundern eingemeindet.

## Politik

### Wappen
| Wappen der ehemaligen Gemeinde Hagen | Blasonierung: In Rot ein goldener Baum, begleitet von einem goldenen Bischofsstab mit nach innen gewandter Krümmung. Beschreibung: Das Wappen ist einem aus dem Jahr 1439 überlieferten Siegelabdruck abgenommen. Der Baum deutet auf die Entstehung Hagens als Rodungssiedlung. Der Bischofsstab ist Attribut des Kirchenpatrons, des Heiligen Nikolaus. Der Rat der Gemeinde nahm am 15. November 1971 das Wappen an. |

## Öffentliche Nahverkehrsverbindungen
Haltestellen: Hagen-Post und -Waldeshöhe
- R21 Hagen–Arnsberg (stündlich)
- 335 Hagen–Finnentrop (welche nur zeitweise ab Hagen, Waldeshöhe fährt).

Beide Linien sind im Fahrplan der DB Westfalenbus zusammengefasst. Ausführender Privatunternehmer ist Zacharias Reisen aus Meschede-Freienohl.

## Vereine und Veranstaltungen
Anknüpfend an die Bergbautradition existiert eine Interessengemeinschaft Bergbau, die auch ein kleines Museum betrieben hat. Dieses ist mittlerweile wieder geschlossen.
Ferner besitzt Hagen eine Schützenbruderschaft, einen Ski-Club, den Reit- und Fahrverein KUFA Endorf-Hagen, einen Gesangverein mit zugehörigem Chor con brio, einen Musikverein und die Freiwillige Feuerwehr mit Jugendfeuerwehr.
Jährlich findet das zweitägige Mountainbike-Festival Mega-Sports in Hagen statt. Dabei nehmen allein am Bike Marathon rund 1.600 Teilnehmer teil. Am zweiten Sonntag im Juni wird seit 2014 jährlich der Sauerland-Höhenflug-Trailrun veranstaltet. Eine Laufveranstaltung auf dem gleichnamigen bekannten Wanderweg mit über 800 Teilnehmern. Ferner gibt es im Dorf einen von den ortsansässigen Vereinen veranstalteten Theaterabend.

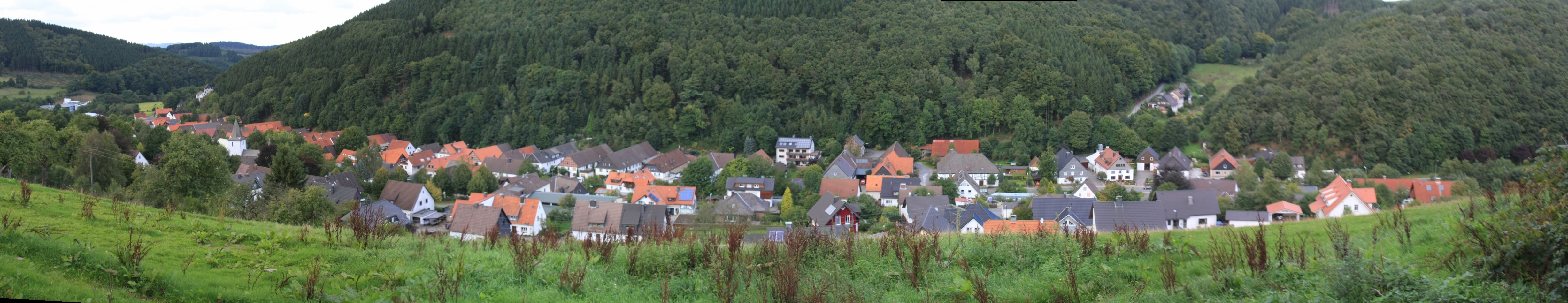
Panorama Sundern Hagen (2008)